# 세이무어 마틴 립셋
세이무어 마틴 립셋(Seymour Martin Lipset, 1922년 3월 18일 ~ 2006년 12월 31일)은 미국의 사회학자이자 정치학자였다. 그는 미국정치학회의 회장이었다. 그의 주요 연구 분야는 정치 사회학, 노동 조합 조직, 사회 계층화, 여론, 지적 생활 사회학 분야였다. 그는 또한 비교 관점에서 민주주의의 조건에 관해 폭넓게 저술했다. 어린 시절 사회주의자였던 립셋은 나중에 우익으로 이동하여 최초의 네오콘 중 한 명으로 간주되었다.
2006년 그가 사망하자 The Guardian은 그를 "민주주의와 미국 예외주의의 선도적인 이론가"라고 불렀다. New York Times는 그가 "뛰어난 사회학자, 정치학자, 미국의 독특함에 대한 예리한 이론가"라고 말했다.  그리고 The Washington Post는 그가 "지난 반세기 동안 가장 영향력 있는 사회과학자 중 한 명"이라고 했다.
립셋의 가장 많이 인용된 저작 중 하나는 "Some Social Requisites of Democracy: Economic Development and Political Legitimacy"(1959)이며, 민주화에 대한 근대화 이론의 핵심 저작이며, 경제 발전이 민주주의로 이어진다는 립셋 가설을 제시한다.
립셋은 민주주의가 경제 성장의 직접적인 결과이며 "국가가 더 잘할수록 그 성공 가능성이 더 커진다"고 말하는 "현대화 이론"의 최초 지지자 중 한 명이었다. 민주주의를 지켜라." 립셋의 근대화 이론은 민주적 전환과 관련된 학문적 토론과 연구에서 계속해서 중요한 요소가 되어 왔다. 이는 "립셋 가설" 및 "립셋 이론"으로 불린다.